# PBT- en zPzB-stoffen
PBT- en zPzB-stoffen is de benaming in de Europese regelgeving over de registratie, evaluatie en autorisatie van chemische stoffen (REACH) voor chemische stoffen (organische stoffen en organometaalverbindingen) die persistent en bioaccumuleerbaar zijn, dat wil zeggen dat ze in het milieu slechts langzaam worden afgebroken en dat ze zich kunnen ophopen in planten en dieren. 
- PBT-stoffen zijn persistente, bioaccumulerende én toxische stoffen;
- zPzB-stoffen zijn zeer persistente en sterk bioaccumulerende stoffen [ongeacht hun toxiciteit].

Merk op dat bij deze laatste categorie de toxiciteit geen criterium meer is: schadelijke stoffen die én een lange halveringstijd én een hoge bioconcentratiefactor hebben, verdienen altijd bijzondere aandacht vanwege de onzekerheid die er bestaat over de effecten op lange termijn van de aanwezigheid van zulke stoffen in het milieu.
PBT- en zPzB-stoffen worden in REACH als "zeer zorgwekkend" omschreven (andere categorieën van zorgwekkende stoffen zijn kankerverwekkende, mutagene of reprotoxische (vergiftig voor de voortplanting) stoffen, of stoffen van "gelijkwaardige zorg" zoals sensibiliserende, neurotoxische en hormoonverstorende stoffen. Of een stof een PBT- of zPzB-stof is, wordt door de bevoegde autoriteiten vastgesteld op basis van de gegevens die de producent en/of gebruiker van de stof moet verstrekken. Zorgwekkende stoffen kunnen aan een vergunning onderworpen worden, dat wil zeggen dat het gebruik ervan niet is toegelaten tenzij in de gevallen en onder de voorwaarden opgenomen in de vergunning. In dat geval komen zij op een lijst (bijlage XIII van de REACH-richtlijn).
Een stof wordt ingedeeld als PBT indien ze voldoet aan alle drie de volgende criteria:
- Persistentie: de halveringstijd is langer dan 60 dagen in zeewater, of langer dan 40 dagen in zoet- of estuarienwater, of langer dan 180 dagen in marien sediment, of langer dan 120 dagen in zoetwater- of estuarien sediment of in de bodem;
- Bioaccumulatie: de bioconcentratiefactor (BCF), gemeten bij waterorganismen, is groter dan 2000;
- Toxiciteit: 
  - de langetermijn-NOEC (no-observed-effect concentration, concentratie waarbij geen effect meer is waargenomen) voor waterorganismen is lager dan 0,01 mg/l, of
  - de stof is ingedeeld als kankerverwekkend, mutageen of vergiftig voor de voortplanting, of
  - er zijn andere aanwijzingen voor chronische toxiciteit, zoals aangegeven door de indelingen T (= giftig), R48 (= "Gevaar voor ernstige schade aan de gezondheid bij langdurige blootstelling") of Xn (= schadelijk), R48 volgens Richtlijn 67/548/EEG. Met de GHS-indelingen werd dit: toxisch voor specifieke doelorganen na herhaalde blootstelling (STOT RE-categorie 1 of 2)

Een stof wordt ingedeeld als zPzB indien ze voldoet aan de beide volgende criteria:
- Persistentie: 
  - de halveringstijd is langer dan 60 dagen in water, of langer dan 180 dagen in sediment of in de bodem;
- Bioaccumulatie:
  - de bioconcentratiefactor is groter dan 5000.

Mogelijke PBT- of zPzB-stoffen zijn vooral bepaalde pesticiden en gechloreerde koolwaterstoffen.